# Pithecia isabela
Pithecia isabela är en primat i släktet plymsvansapor som förekommer i norra Peru. Populationen infogades före 2014 i andra arter av samma släkte. Artepitet i det vetenskapliga namnet hedrar Isabel Godin des Odonais som 1769 till 1770 gjorde en äventyrlig resa genom Amazonområdet.

## Utseene
Hannar har en svart päls med några vita hår inblandade. Ett ringformigt mönster i ansiktet är hos unga hannar brun och hos äldre hannar svart. Syliga delar av huden har i ensiktet en svart färg och på händer och fötter en vitaktig färg. Pälsen hos honor är lite ljusare med rödbruna nyanser. Honor har likaså svart hud i ansiktet. Kroppslängden utan svans är 77 till 92 cm och svansen är 40 till 49 cm lång.

## Utbredning och ekologi
Fynd av arten gjordes främst i naturskyddsområdet Pacaya Samiria i nordöstra Peru öster om Anderna. Regionen ligger upp till 100 meter över havet. Exemplaren vistas i tropiska regnskogar och i landskap som ofta översvämmas. De besöker ibland förändrade skogar. Liksom andra släktmedlemmar äter Pithecia isabela frön, frukter, unga blad, blommor och leddjur. Allmänt antas beteendet vara lika som hos andra plymsvansapor.

## Hot
Trots inrättningen av skyddszonen förekommer illegal jakt och vissa landskapsförändringar. Några exemplar fångas och hölls som sällskapsdjur. Hela populationen minskar men storleken är inte känd. IUCN listar arten med kunskapsbrist (DD).